# Barrage éclusé de Port-à-l'Anglais
Le barrage éclusé de Port-à-l'Anglais est un barrage situé sur la Seine, à la hauteur du pont du Port-à-l'Anglais, entre les communes de Vitry-sur-Seine et d'Alfortville.

## Origine du nom

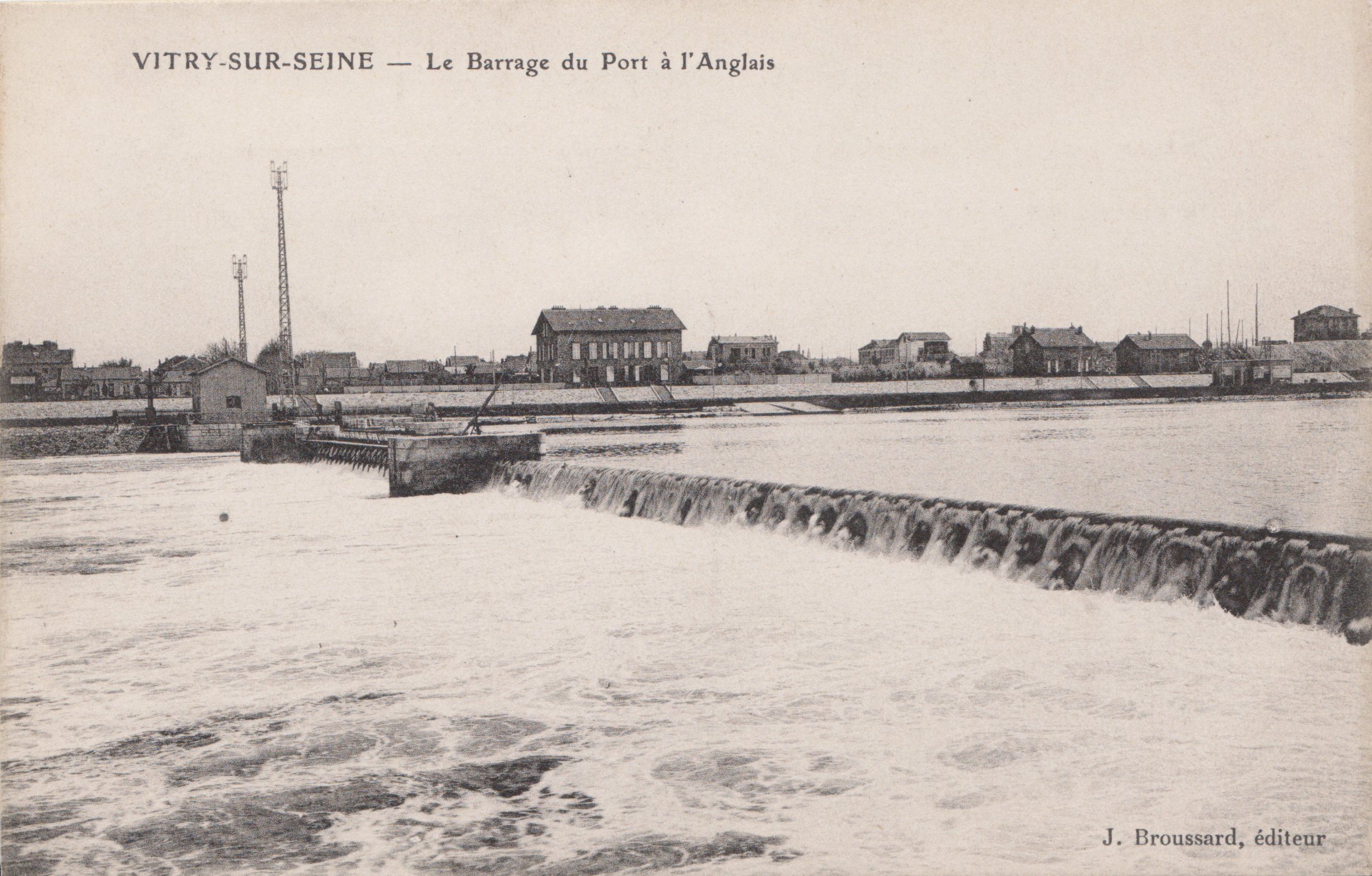
Barrage éclusé de Port-à-l'Anglais, début du XXe siècle.

L'origine du nom remonte à la famille Langlois, serfs affranchis en 1280 par une charte de Notre-Dame-de-Paris et qui développèrent sur leur propriété une ferme et un port sur la Seine. Les bateaux de cette famille transportaient voyageurs, marchandises et bétail d'une rive à l'autre.
Par suite d'une altération, le port-à-Langlois est devenu le port-à-l'Anglois, puis le Port-à-l'Anglais.

## Historique

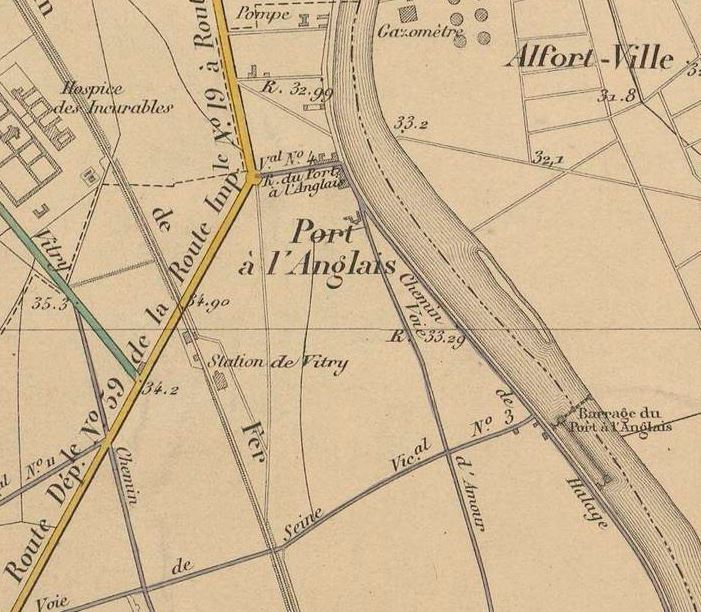
Barrage de Port-à-l'Anglais, carte du Département de la Seine, 1890.

La construction du premier barrage éclusé est décidée par décret en 1860 dans le cadre de la canalisation de la Seine amont. Il s'agit d'un barrage mobile à hausses qui porte le nom de son ingénieur, Chanoine. Le sas de l'écluse est placé sur la rive gauche, côté Vitry-sur-Seine. L'écluse mesure 180 m de long sur 12 m de large. Dès 1869, l'écluse est élargie de 4 m pour accueillir deux files de bateaux du type canal St-Martin, et approfondie d'un mètre. Le barrage est par la suite divisé en trois : une passe navigable, un pertuis et un déversoir, étagés à des seuils différents afin de faciliter la navigation et de contrôler les variations de régime de la Seine.

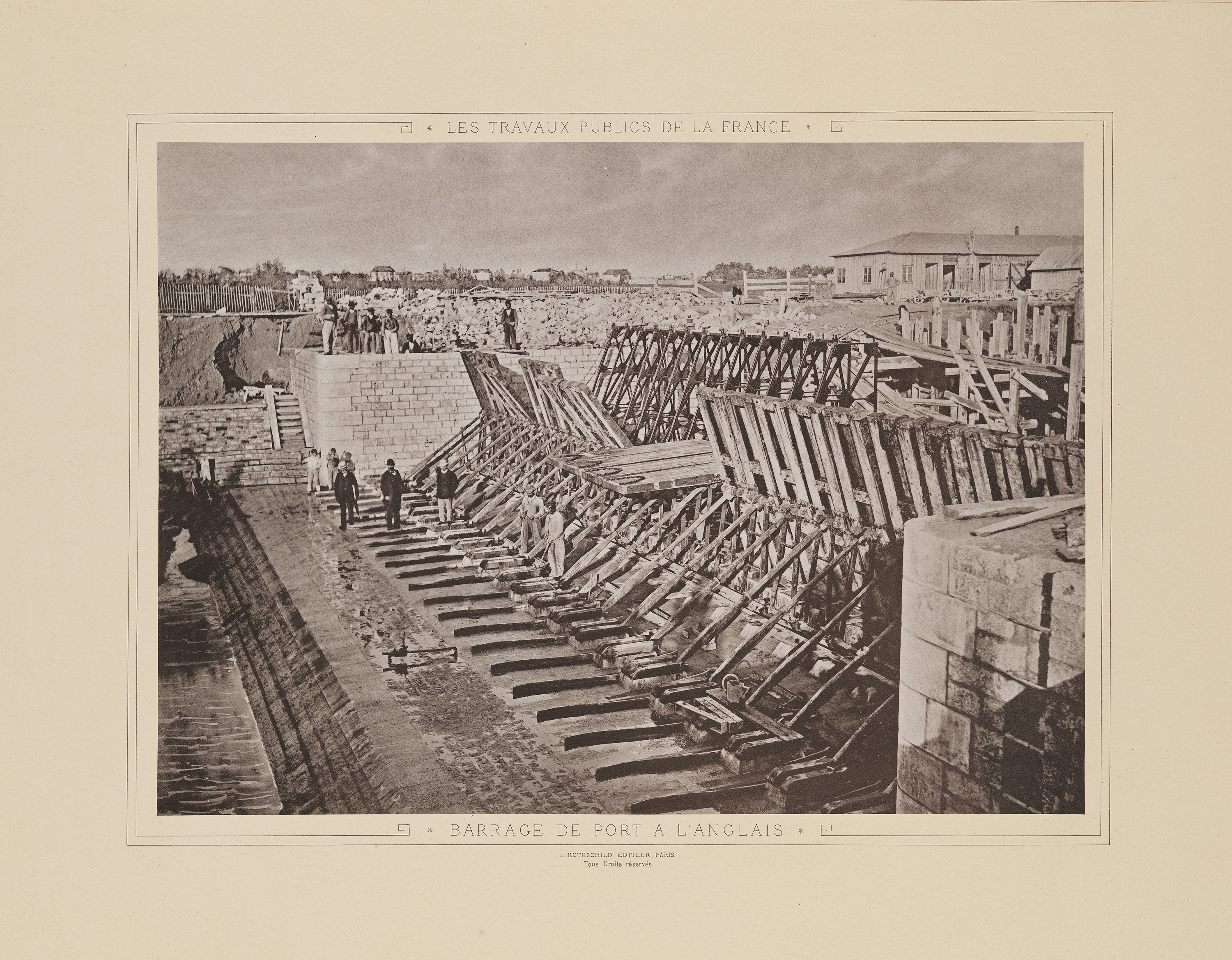
Barrage de Port-à-l'Anglais - Les Travaux Publics de la France.

En 1875, l'ingénieur Boulé remplace le système de hausses du pertuis, par des vannes manœuvrées par un cric.
En 1880 le barrage est rehaussé de 50 cm afin d'augmenter le tirant d'eau.
Face à l'augmentation du trafic, une seconde écluse est construite sur la rive d'Alfortville et achevée en 1902. En 1903 les deux écluses passent 51687 bateaux. Cette même année les appareils de manœuvre sont électrifiés.

## Le barrage actuel

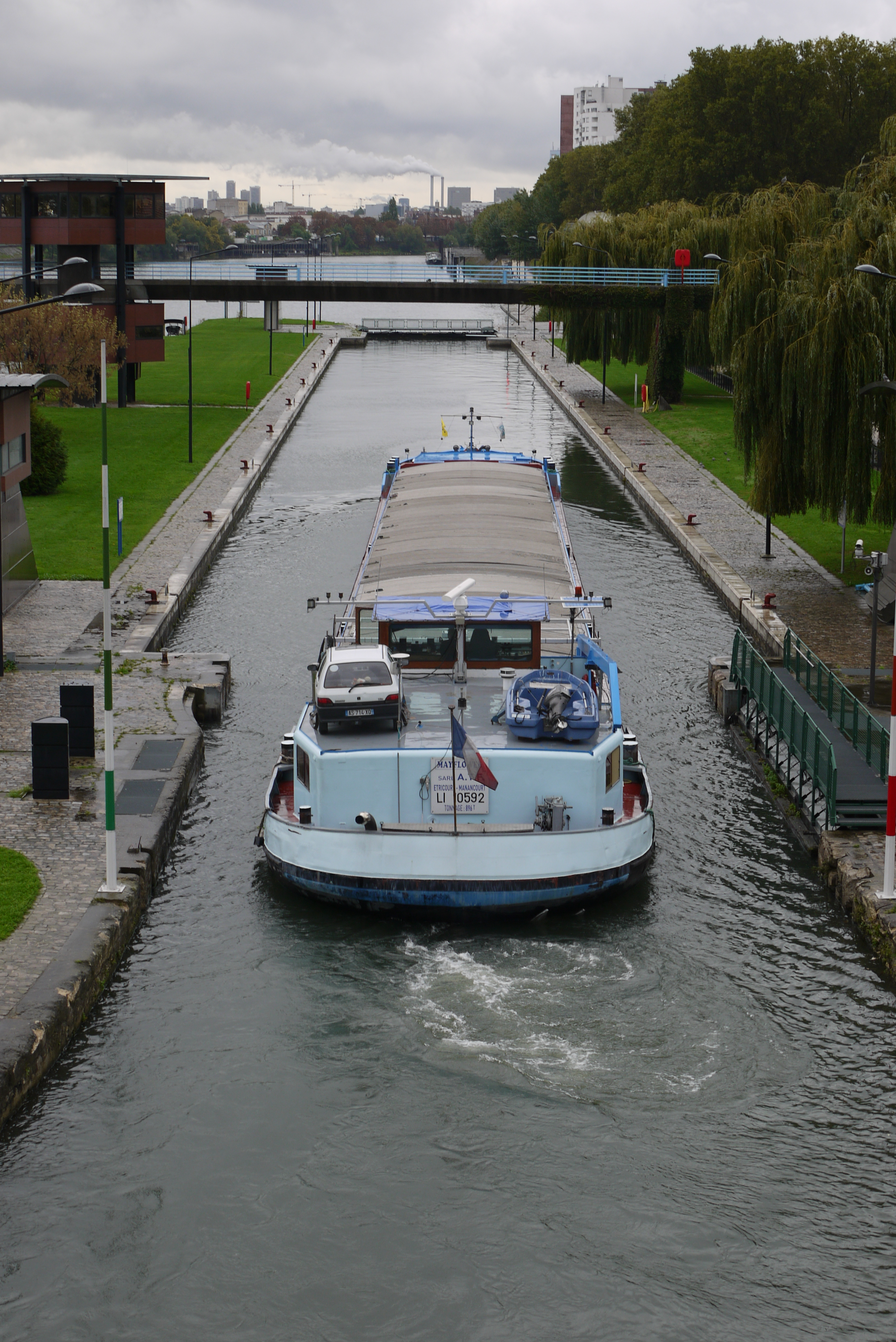
Une péniche entrant dans l'écluse, côté Alfortville.

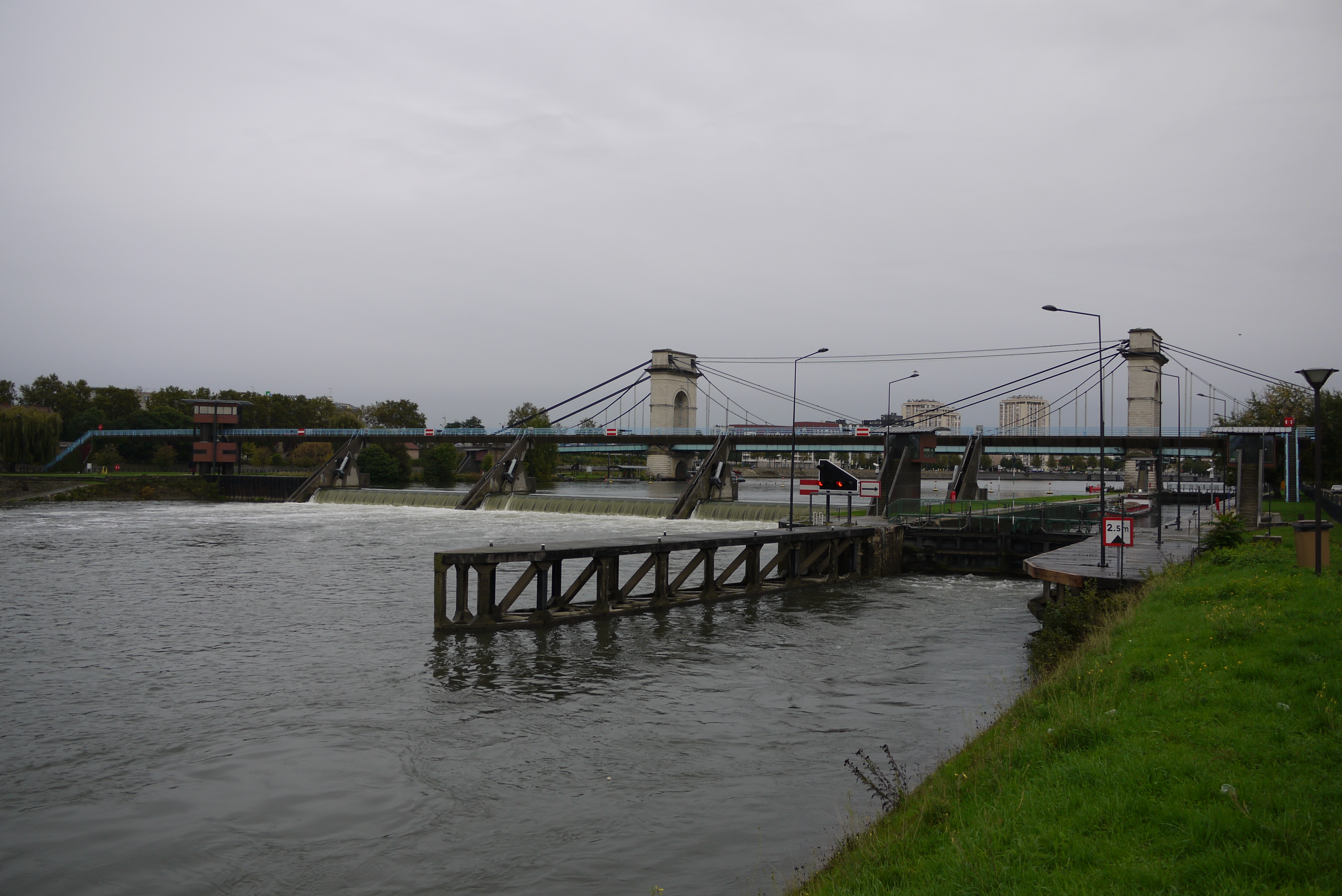
Le barrage éclusé de Port-à-l'Anglais depuis Vitry-sur-Seine.

Devenues vétustes, les différentes installations du barrage sont reconstruites en 1971-1973, 60 m plus en amont. Elles comprennent désormais trois passes ouvrables en période de crues. 
Une passerelle de service franchissant le barrage est construite, ainsi qu'un système de câbles empêchant les péniches de se diriger vers le barrage.
En 2008, le conseil général du Val-de-Marne aménage les rives en promenade.

## Projets de production hydroélectrique
Voies navigables de France est autorisé depuis 2012 à produire de l’électricité en installant des turbines sur certains des ouvrages qu'il gère. 
En 2016, l'établissement a lancé un appel à partenariat via un appel à manifestation d'intérêts en commençant par sept barrages ou écluses désaffectées (regroupés en deux lots, en intégrant des critères d'adéquation entre production et investissement et de « prise en compte de l'environnement ») ; le barrage éclusé de Port-à-l'Anglais fait partie des installations concernées.
D'autres sites sont pressentis pour les années à venir (sur 250 sites, une quarantaine auraient une rentabilité permettant d’envisager leur équipement).